# Iontoforese
A iontoforese é a introdução de radicais químicos nos tecidos, através de um campo elétrico, produzido por uma corrente unidirecional. Durante essa introdução ocorrerá repulsão e atração iônica de acordo com a polaridade de cada elétrodo e assim sua interação com a membrana biológica.

## Utilização da iontoforese
A técnica da iontoforese é utilizada para vários objetivos fisioterapêuticos, tais como:
- Vasodilatação: Com o uso de produtos como o iodo (Salicilato de metila-iodex)
- Analgesia: Com o uso de Mechoyl, Pomalgex
- Cicatrização de feridas: Com o uso de zinco (Oxido de zinco a 20%)
- Relaxante muscular: Lidocaina (xilocaina a 1%)
- Anti-inflamatório: com Hidrocortisona ou diclofenaco de sódio.
- Vários outros medicamentos.

É muito importante que o paciente consulte submeta-se a uma avaliação profissional, pois alguns fármacos podem não ser indicados para todas as pessoas. Sensibilidade ou reações alérgicas a um determinado fármaco são contra-indicações absolutas para a sua aplicação. Os profissionais capacitados para indicar a droga correta e principalmente em selecionar o tipo de corrente terapêutica são médicos, fisioterapeutas e farmacêuticos, que saberão qual a forma adequada para atender cada paciente.
Além da Iontoforese para a aplicação de medicamentos também existe a fonoforese que utiliza o ultra-som terapêutico para a introdução de fármacos na pele do paciente. O objetivo é o mesmo, porém a forma de aplicação segue princípios biofísicos diferentes.